# Trichilia stellatotomentosa
Trichilia stellatotomentosa är en tvåhjärtbladig växtart som beskrevs av Carl Ernst Otto Kuntze. Trichilia stellatotomentosa ingår i släktet Trichilia och familjen Meliaceae. Inga underarter finns listade i Catalogue of Life.